# Loison (rivier)
De Loison is een riviertje met een lengte van 52 km in het stroomgebied van de Maas.
Hij stroomt in het noorden van de Franse departement Meuse. De Loison mondt uit in de Chiers, die op haar beurt in de Maas uitstroomt.

## Zijrivieren
Zijriviertjes zijn onder andere de Azanne en de Thinte.